# Fultograf
Fultograf – skonstruowane w latach 20. XX wieku urządzenie do odbierania obrazów przesyłanych za pośrednictwem fal radiowych. Obraz był przenoszony na papier w procesie elektrochemicznym, poprzez zaciemnienie odpowiednich obszarów na papierze owiniętym wokół obracającego się cylindra. Urządzenie zostało skonstruowane przez Otho Fultona i było w użyciu na przełomie lat dwudziestych i trzydziestych XX wieku do nadawania obrazów do domów drogą radiową.

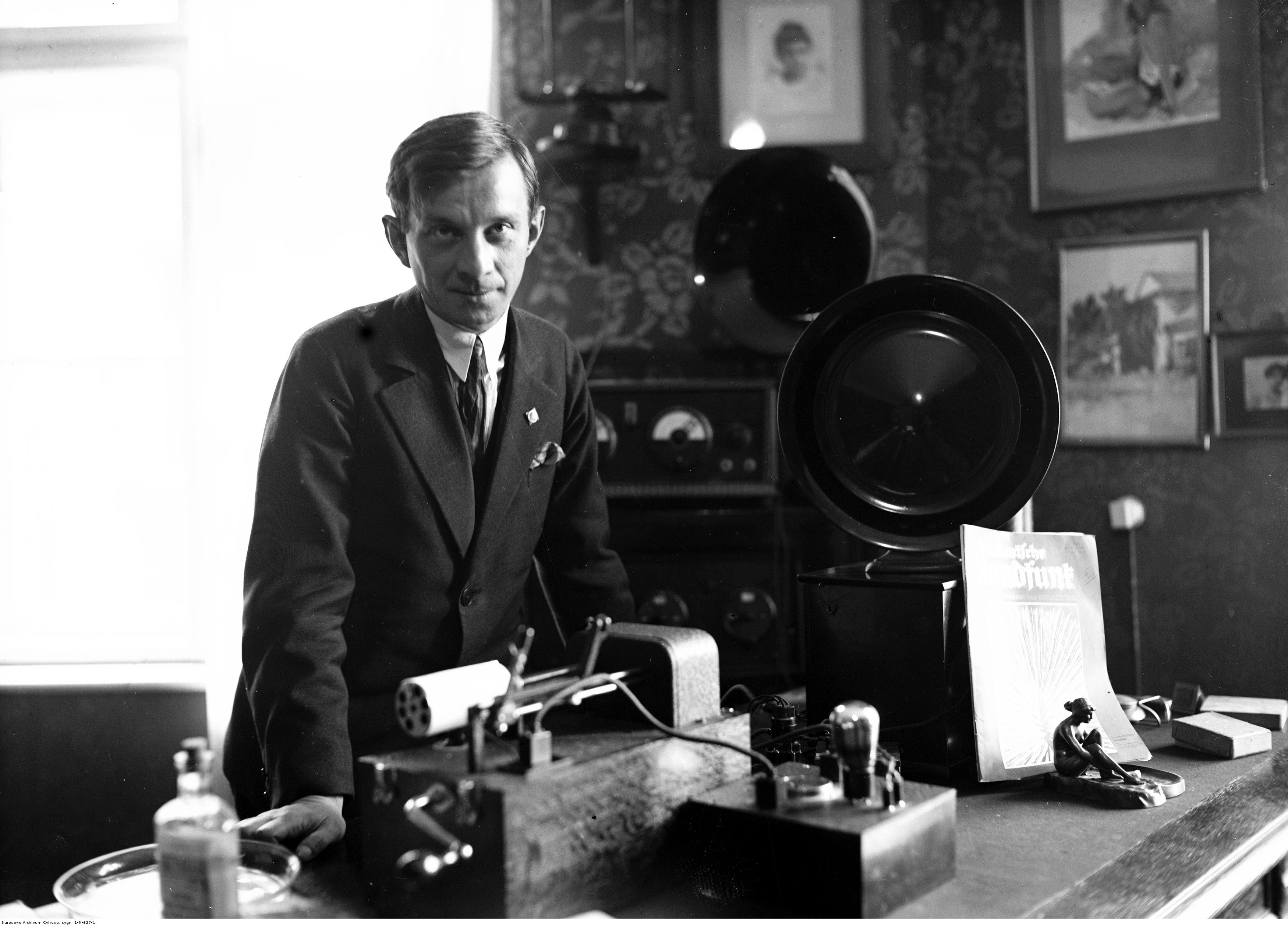
Wilkosz z fultografem, 1929

W latach 1929–1932 za pomocą fultografu BBC przeprowadziło 759 transmisji. 
W Polsce fultografia była promowana przez Witolda Wilkosza, który założył Polskie Towarzystwo Fultograficzne. Zajmowało się ono próbami rozpowszechniania odbioru obrazów ze stacji zagranicznych, aby móc je wykorzystywać w artykułach Ilustrowanego Kuriera Codziennego. 